# Lift-Off Global Network
Le Lift-Off Global Network est un festival de film international sélectionnant chaque année différents courts métrages et longs métrages indépendants partout dans le monde. Il a été fondé en 2010 et son siège social se situe aux Pinewood Studios, au Royaume-Uni. Il met en avant les œuvres de jeunes cinéastes indépendants et de réalisateurs émergents,,,.

## Lauréats

### Meilleur réalisateurs
- 2016 : Jane Gull
- 2017 : Paul Philipp
- 2018 : Charlotte Le Bon
- 2019 : Philip Barantini
- 2020 : Philip Hedegaard Povlsen
- 2021 : Li Yue